# Igazság és Megbékélés Pártja
Az Igazság és Megbékélés Pártja (bosnyákul Stranka pravde i pomirenja), régebbi nevén Bosnyák Demokratikus Szövetség (bosnyákul Bošnjačka demokratska zajednica) egy politikai párt a Szandzsák régióban. Elnöke Muamer Zukorlić. A párt Szerbiában és Montenegróban aktív.
A párt leginkább Szerbiában aktív, itt kétszer is bejutott a parlamentbe, ellentétben Montenegróval, ahol még egyszer sem sikerült mandátumot szerezniük.

## Választási eredmények

### Szerbia
| Választások | Szavazatok száma | Szavazatok aránya | Mandátumok száma | Mandátumok aránya | Parlamenti szerepe |
| ----------- | ---------------- | ----------------- | ---------------- | ----------------- | ------------------ |
| 2014-es1    | 120 879          | 3,36%             | 0                | 0%                | nem jutott be      |
| 2016-os     | 32 526           | 0,86%             | 2                | 0,8%              | kormánypárt        |
| 2020-as2    | 32 170           | 1,00%             | 4                | 1,6%              | kormánypárt        |
| 2022-es     | 35 850           | 0,97%             | 3                | 1,2%              | kormánypárt        |

1 A Liberális Demokrata Párttal és a Szociáldemokrata Unióval közös listán
2 A Macedónok Demokratikus Pártjával közös listán

### Montenegró
| Választások | Szavazatok száma | Szavazatok aránya | Mandátumok száma | Mandátumok aránya | Parlamenti szerepe |
| ----------- | ---------------- | ----------------- | ---------------- | ----------------- | ------------------ |
| 2016-os     | 1140             | 0,30%             | 0                | 0%                | nem jutott be      |
| 2020-as1    | 22 649           | 5,53%             | 0                | 0%                | nem jutott be      |

1 Az Egyesült Reform Akciópárttal közös listán

## Fordítás
- Ez a szócikk részben vagy egészben  a   Justice and Reconciliation Party című angol Wikipédia-szócikk ezen változatának fordításán alapul.  Az eredeti cikk szerkesztőit annak laptörténete sorolja fel. Ez a jelzés csupán a megfogalmazás eredetét és a szerzői jogokat jelzi, nem szolgál a cikkben szereplő információk forrásmegjelöléseként.

## Külső hivatkozások
- honlap